# Fifty Dead Men Walking
Fifty Dead Men Walking è un film del 2008 diretto da Kari Skogland.

## Trama
Il film è basato sull'omonima autobiografia di Martin McGartland del 1997. Ambientato in Irlanda del Nord tra il 1988 e il 1991, racconta delle esperienze di McGartland come agente in incognito infiltratosi nell'IRA durante il conflitto nordirlandese. Quando la sua copertura verrà smascherata nel 1991, sarà costretto a darsi alla fuga.

## Produzione

### Cast
- Ben Kingsley: Fergus
- Jim Sturgess: Martin McGartland
- Kevin Zegers: Sean
- Natalie Press: Lara
- Rose McGowan: Grace Sterrin
- Tom Collins: Mickey
- William Houston: Ray
- Michael McElhatton: Robbie
- Laura Hughes: Mary
- Gerard Jordan: Kieran
- David Pearse: Donovan
- Joe Doyle: Quinn
- Conor MacNeill: Frankie
- Kris Edlund: Mrs. Conlon
- Nick Dunning: dottore
- Paschal Friel: Jana
- Gavin O'Connor: agente White

## Distribuzione
Il film è stato proiettato in anteprima al Toronto International Film Festival in Canada il 10 settembre 2008. L'uscita nelle sale irlandesi e britanniche è avvenuta il 10 aprile 2009.